# Monument voor Sinti en Roma
Sinds 1978 verrijst in steeds meer Nederlandse gemeenten een monument voor Sinti en Roma. De Sinti en Roma waren, evenals de Joden, een van de hoofdgroepen waarop de vernietigingsdrift van de nazi's zich richtte. Doordat de nazi’s geen registratie bijhielden van de moord op de Roma en Sinti, weet men nog steeds niet hoeveel er zijn omgekomen. Als betrouwbaarste schatting wordt een aantal tussen 400.000 en 500.000 genoemd. 
Na de Tweede Wereldoorlog heeft het lang geduurd voor men de tragedie van de Roma en Sinti erkende als gelijkwaardig aan het lot van de Joden. De Sinto Häns'che Weiss maakte in de jaren zeventig van de twintigste eeuw in Duitsland een plaat waarop hij over de vervolging van de Sinti en Roma (Romani: Porajmos) zong in zijn eigen taal. Pas in 1978 werd in Amsterdam een monument opgericht voor de vermoorde Roma en Sinti. Het Monument met de 102.000 Stenen in Kamp Westerbork (onthuld op 15 juli 1992) herinnert aan de 102.000 Joden,   Roma en Sinti die vanuit Nederland werden gedeporteerd en het niet overleefden. Op de kop van de stenen is een davidster (voor de Joodse slachtoffers), een vlammetje (voor de Roma en Sinti) of geen teken (voor de in Westerbork gefusilleerde verzetsstrijders) te zien. Sindsdien zijn er verschillende monumenten gevolgd.
Binnen de Roma- en Sintigemeenschap bestond geruime tijd weerstand tegen deze monumenten, omdat overleden mensen volgens hun cultuur met rust moeten worden gelaten: Als je naam te vaak genoemd wordt na je dood, krijg je niet de rust die je verdient. Het was gebruikelijk dat alle spullen van een overledene in een woonwagen werden gestopt en de woonwagen in brand werd gestoken.
Voorbeelden van monumenten voor Sinti en Roma in Nederland zijn:
- De zwerfkei met een plaquette ter nagedachtenis aan achttien Sinti en Roma, waaronder de familie Georg-Reinhardt, aan de Brink in Vledder, onthuld in 1948: het eerste monument in Nederland voor Sinti- of Roma-slachtoffers van de vervolging[2]
- Het Zigeunermonument Hel en vuur in Amsterdam, onthuld op 25 november 1978
- Het Monument voor de gedeporteerde zigeuners in Beek, onthuld op 16 mei 1993
- Het Roma- en Sinti-monument in Den Haag, onthuld op 27 maart 2006 (onderdeel van dit monument is een herinneringsplaquette die in 1990 werd onthuld)
- Het Monument voor Roma en Sinti in Drachten, onthuld op 18 januari 2007
- Het monumentje voor Settela Steinbach in de parochiekerk van Buchten, onthuld in 2009
- Het Holocaust Namenmonument aan de Weesperstraat in Amsterdam, op 19 september 2021 onthuld door koning Willem-Alexander en Jacques Grishaver, voorzitter van het Nederlands Auschwitz Comité. Het is het eerste nationale gedenkteken waarop de namen genoemd worden van alle slachtoffers van de Shoa en de Porajmos die geen graf hebben.
- Het Sintimonument in Oldenzaal, onthuld op 21 november 2015, en de bijbehorende Social Sofa, onthuld op 16 mei 2018
- Het Monument voor Roma en Sinti in 's-Hertogenbosch, onthuld op 27 januari 2020
- Het Monument voor Roma en Sinti in Westerbork, onthuld op 16 mei 2024

Ook in Duitsland zijn verscheidene monumenten voor de Sinti en Roma, onder andere in Heidelberg, Koblenz, Ravensburg, Wiesbaden en Berlijn (het Monument voor de Sinti en Roma van Europa).

## Fotogalerij

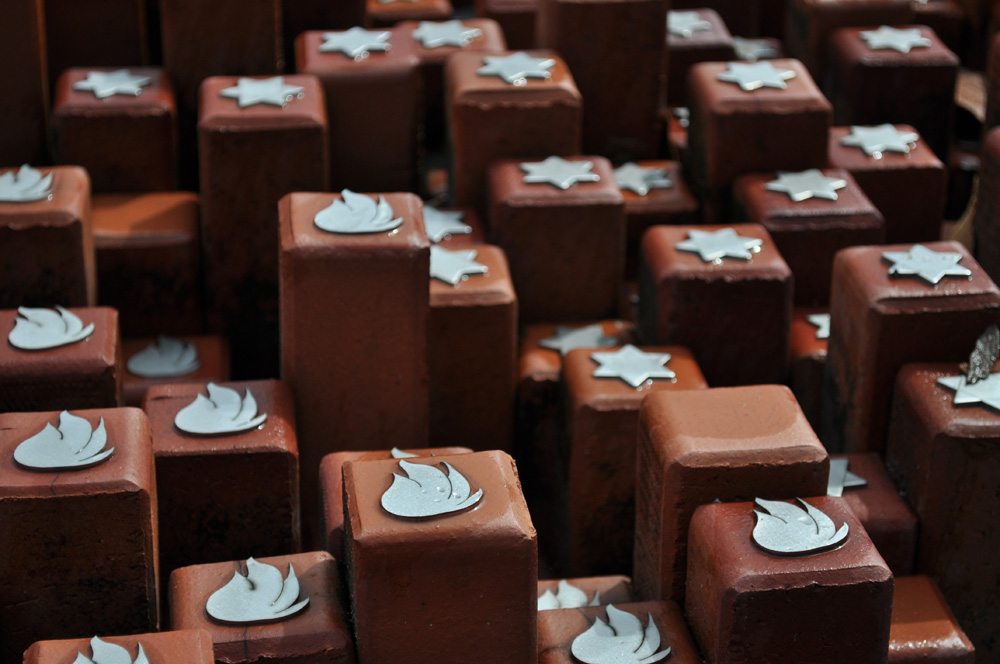
Kamp Westerbork
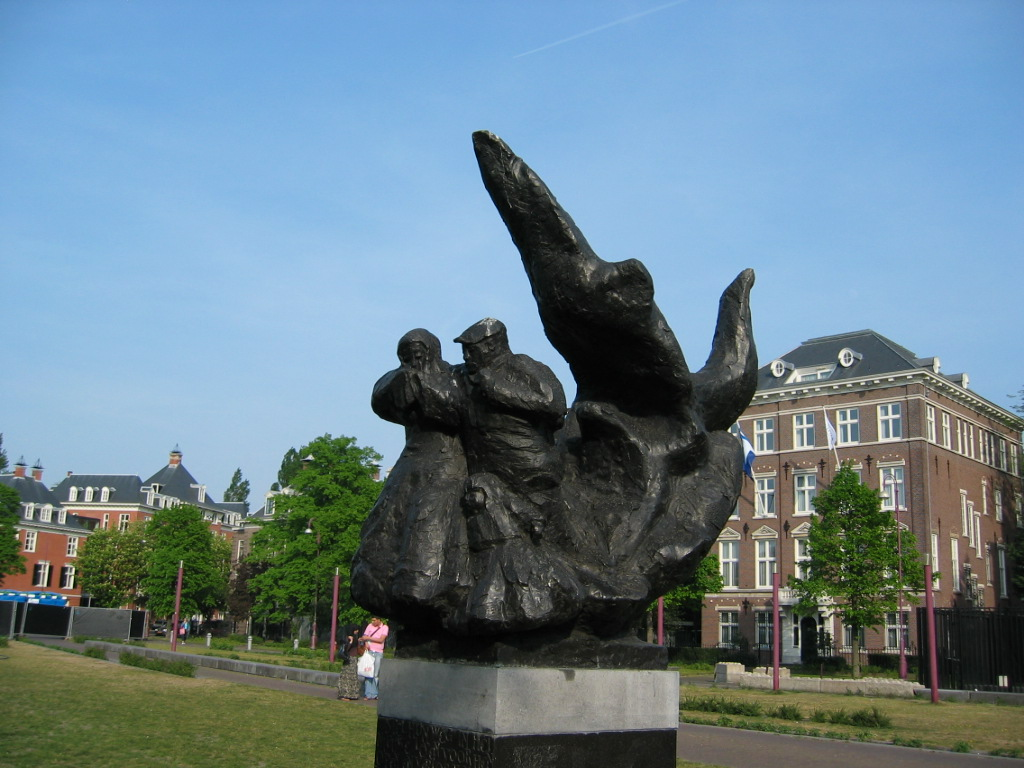
Amsterdam
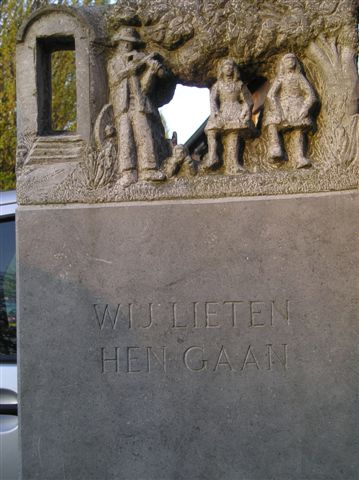
Beek
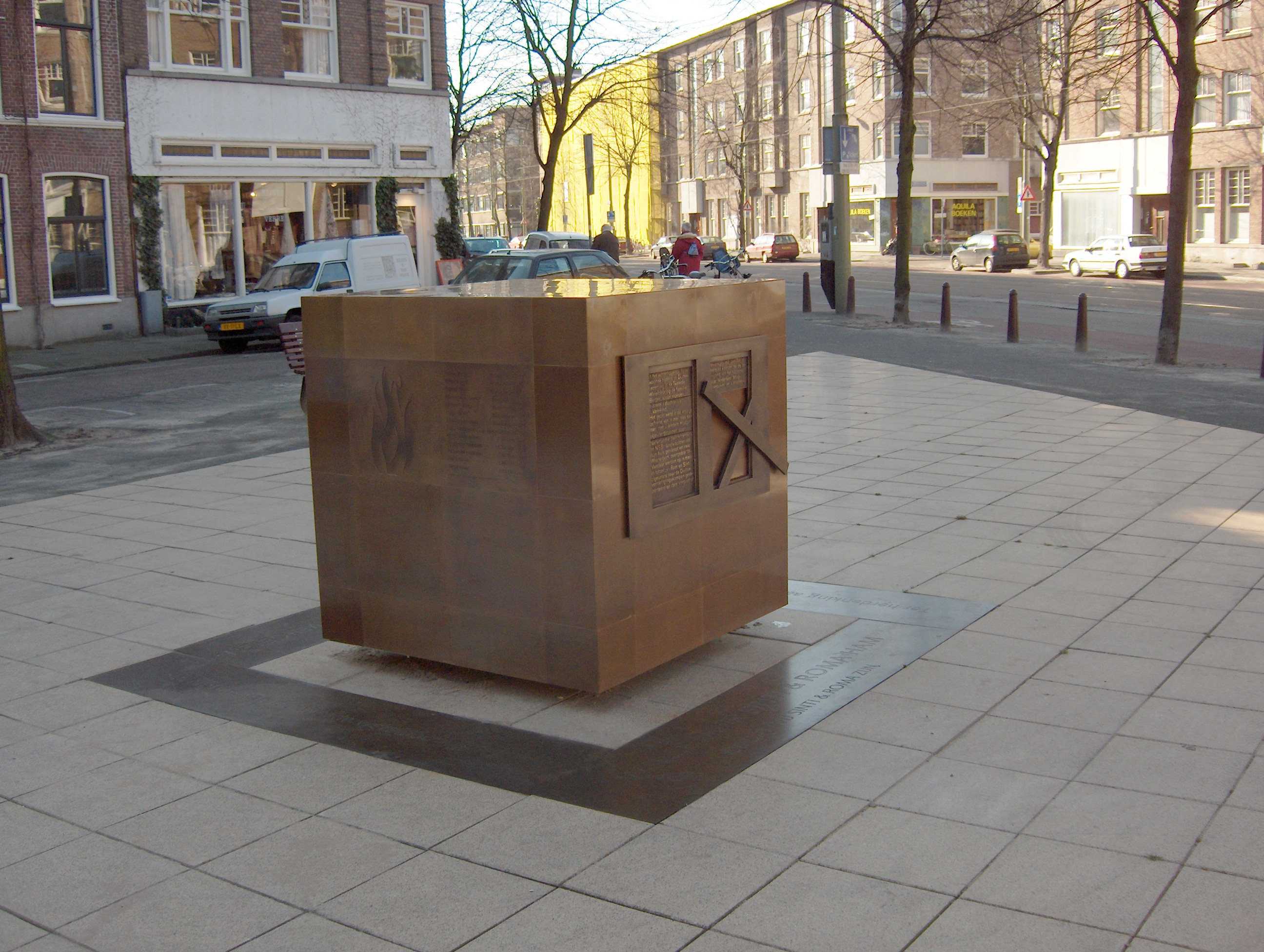
Den Haag
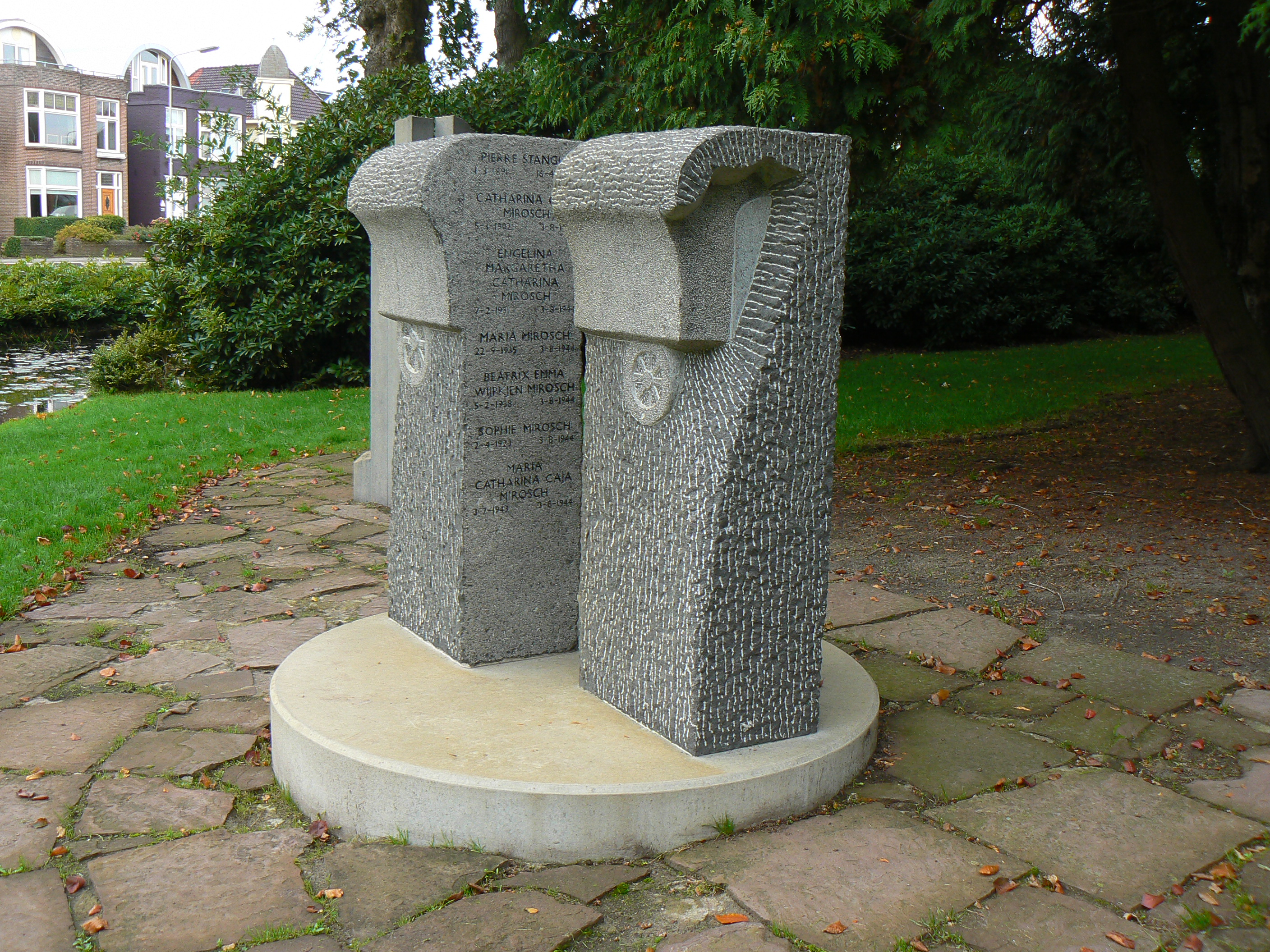
Drachten